# Galeria de Arte Nacional (Bulgária)
A Galeria de Arte Nacional (em búlgaro: Национална художествена галерия) é o principal museu de arte da Bulgária, abrigando uma coleção de cerca de trinta mil obras de arte búlgaras.
A Galeria está situada na Praça Battenberg, na capital, Sófia, e ocupa o prédio do antigo palácio real da monarquia búlgara, abolida em 1946.
A Galeria Nacional foi planejada durante os anos de 1934 e 1941. Quem projetou o prédio foi a primeira arquiteta búlgara mulher, Victoria Angelova. A construção ficou pronta em 1942, mas, dois anos depois, foi atingida por uma bomba. Por isso, o museu hoje ocupada o antigo palácio real.